# Stephen Abosi
Stephen Abosi (* 15. April 1993) ist ein botswanischer Leichtathlet, der sich auf den Sprint spezialisiert hat.

## Sportliche Laufbahn
Stephen Abosi wuchs in Kanada auf und besuchte dort die University of Calgary. Erste Erfahrungen bei internationalen Meisterschaften sammelte er im Jahr 2022, als er bei den Hallenweltmeisterschaften in Belgrad mit neuem Landesrekord von 6,61 s im 60-Meter-Lauf im Halbfinale ausschied. Im Juni gelangte er bei den Afrikameisterschaften in Port Louis bis ins Semifinale über 100 Meter und schied dort mit 10,50 s aus und mit der botswanischen 4-mal-100-Meter-Staffel wurde er im Finale disqualifiziert. 2024 schied er bei den Afrikameisterschaften in Douala mit 10,61 s im Halbfinale über 100 Meter aus und kam mit der Staffel im Finale nicht ins Ziel.

## Persönliche Bestzeiten
- 100 Meter: 10,28 s (+1,9 m/s), 30. April 2022 in Gaborone
  - 60 Meter (Halle): 6,61 s, 19. März 2022 in Belgrad (botswanischer Rekord)
- 200 Meter: 20,94 s (+0,9 m/s), 15. Mai 2022 in Calgary